# Sander volgensis
Sander volgensis és una espècie de peix de la família dels pèrcids i de l'ordre dels perciformes.

## Morfologia
- Els mascles poden assolir 40 cm de longitud total.
- La segona aleta dorsal té 19-21½ radis ramificats.
- 70-83 escates a la línia lateral.
- Galtes amb escates.
- Es distingeix dels seus congèneres europeus per l'absència de dents canines.[2][3]

## Reproducció
Assoleix la maduresa sexual en arribar als 3-4 anys de vida (entre 20 i 30 cm de llargària). Fresa entre l'abril i el maig i pot emprendre migracions curtes per a reproduir-se. Els mascles són territorials i excaven nius sobre el fons sorrencs o de grava on els ous seran dipositats a 1-2 m de fondària. Els nius, sovint, es troben a prop dels de Sander lucioperca.

## Alimentació
És més actiu al vespre i l'alba que és quan s'alimenta de peixos petits i invertebrats. Les larves i els joves són pelàgics i es nodreixen de zooplàncton.

## Depredadors
A Hongria és depredat per Sander lucioperca.

## Hàbitat
És un peix d'aigua dolça i salabrosa, demersal i de clima temperat (8 °C-22 °C; 50°N-43°N, 15°E-40°E), el qual viu a les aigües tèrboles de grans rius i llacs i, també, a llacunes salabroses costaneres i estuaris.

## Distribució geogràfica
Es troba a Europa: la conca septentrional de la mar Negra des de la conca del riu Danubi (Viena avall) fins a la del riu Kuban i, també, la conca de la mar Càspia (conques dels rius Volga i Ural). Ha estat introduït a Anatòlia.

## Observacions
És inofensiu per als humans i la seua esperança de vida és de 12 anys.